# 堀之内町 (静岡県)
堀之内町（ほりのうちちょう）は、静岡県小笠郡にあった町である。

## 歴史

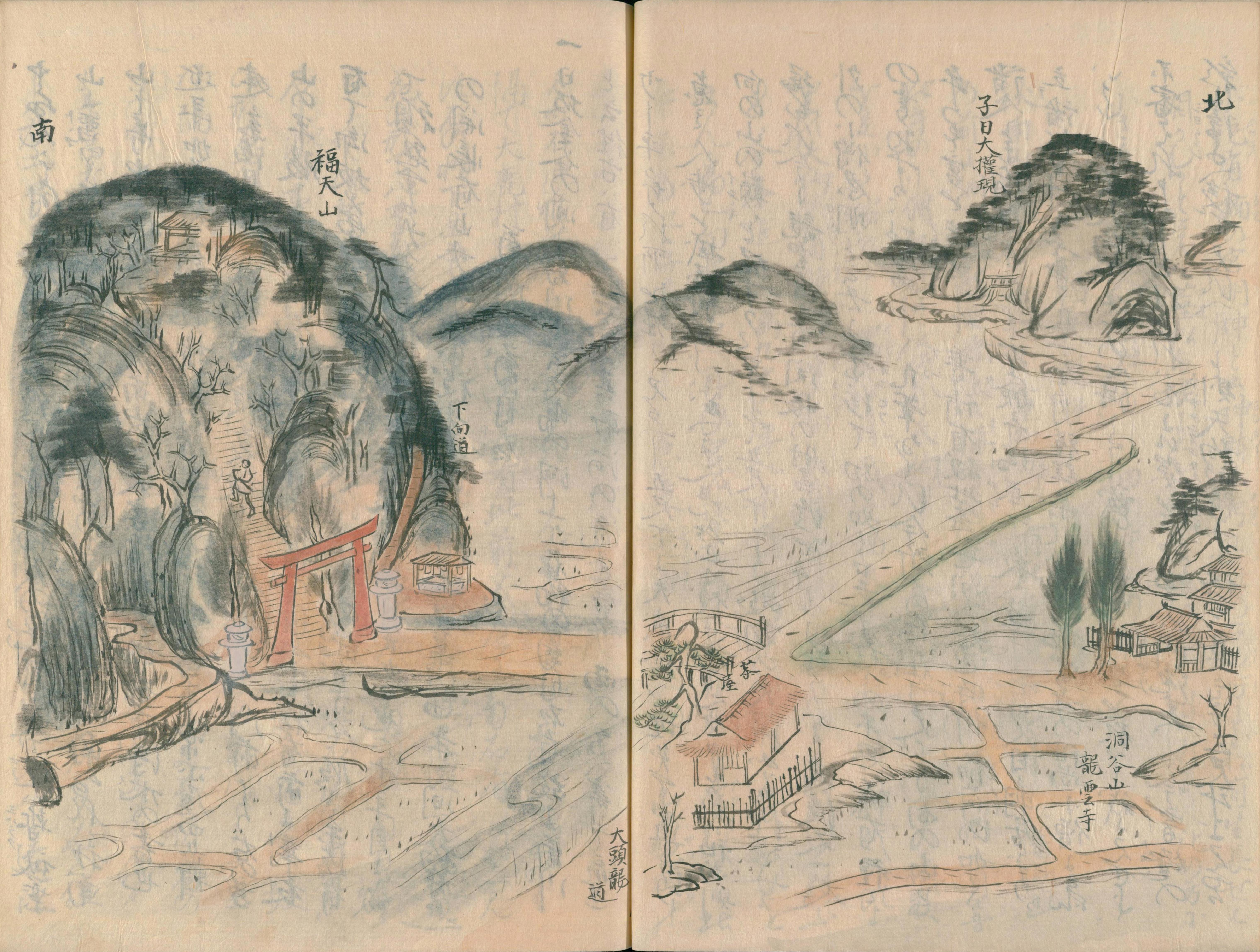
西方の龍雲寺を描いた江戸時代の彩色画（「福天山」藤長庚編集『遠江古蹟圖會』1803年。国立国会図書館蔵）

- 1889年4月1日 - 町村制施行時に、江戸時代からの西方村と堀之内村が合併して西方村（にしかたむら）が成立。面積・人口ともに多かった西方が新しい村名に採用された。
  - 4月16日 - 堀之内地区北端に東海道本線の堀ノ内駅（現・菊川駅）が開設される。その後、堀之内地区に人家が集まり始める。
- 1899年8月1日 - 軽便鉄道の堀之内軌道が堀之内・南山間に開通、堀之内駅は平田・池新田、御前崎方面への乗換駅となる。このため、人通りも増加し、駅南側は市街地が形成され、小笠郡東部の経済や文化の中心になった。
- 1928年1月1日 - 町制施行。堀之内町に改称。町名は中心街になった「堀之内」にちなむ。
- 1954年1月1日 - 内田村、横地村、六郷村、加茂村と合併。町内を流れる菊川にちなんで、菊川町となる。
- 2005年1月17日 - 菊川町が小笠町と合併して菊川市となる。

### 現在の堀之内町域
1980年代まで、堀之内の中央商店街は、かなりの活況を呈していたが、道が狭く駐車場もほとんどなく、モータリゼーションには対応できず、現在では郊外にできた大型スーパーなどに客を取られてしまっている。警察署や病院なども郊外に移転したが、市役所は現在でも堀之内にある。